# Club Patí Manlleu
El Club Patí Manlleu és una club d'hoquei sobre patins i patinatge artístic del municipi de Manlleu, a la comarca d'Osona. En hoquei sobre patins, l'equip femení disputa la màxima divisió estatal, mentre que el masculí milita, segons la temporada, entre la primera i la segona. Fundat l'any 1973, obtingué el seu primer gran èxit l'any 2012 amb l'ascens del seu equip femení d'hoquei patins a la màxima categoria estatal, l'OK Lliga femenina.

## Equip femení
L'any 2012 l'equip ascendeix a la OK Lliga femenina. L'any 2014 l'equip arribà per primera vegada a la final de la Copa, tot i que perd aquella final, quedant aquella mateixa temporada subcampió de Lliga. A la temporada següent, assolí el seu primer títol al guanyar la Copa de la Reina a la final disputada a Lloret de Mar, contra el Club Patí Voltregà. La temporada següent, arribà a la final de la Copa d'Europa contra el mateix club però, en aquella ocasió, perdé l'encontre a la tanda de penals.
La temporada 2019-20 l'equip guanya la seva primera OK Lliga femenina, després que la Federació Espanyola de Patinatge decidís que els resultats de la primera volta de la Lliga fossin els definitius, donant la competició per acabada degut a la pandèmia de covid-19. La temporada 2020-21 l'equip guanyà la seva segona Copa de la Reina derrotant al Generali HC Palau a la final i aconseguí el subcampionat de l'OK Lliga. La temporada 2021-22 revalidà el títol de la Copa de la Reina, aquesta vegada disputada a Lleida, derrotant de nou al Generali HC Palau a la final.

## Equip masculí
Pel que fa a l'equip masculí d'hoquei patins, assolí l'ascens a la màxima categoria estatal, l'OK Lliga, al 2014 i al 2016, perdent la categoria al 2015 i al 2017. La temporada 2021 va ser finalista de la Copa de la Princesa, perdent la final disputada a Alcoi enfront el PAS Alcoi.

## Palmarès

### Categoria femenina
- 1 Lliga espanyola d'hoquei sobre patins femenina: 2019-20
- 3 Copes espanyoles de hoquei sobre patins femenina: 2015, 2021[12] i 2022.[13]